# IF Sundsvall Hockey
Le IF Sundsvall Hockey est un club de hockey sur glace de Sundsvall en Suède. Il évolue en Allsvenskan, second échelon suédois.

## Historique
Le club est créé en 1952.

## Palmarès
- Aucun titre.